# تکنی‌ست
تکنی‌ست (انگلیسی: TechniSat) شرکت فناوری اطلاعات آلمانی است، که در سال ۱۹۸۷ تأسیس شد.